# Hoolsemapolder
De Hoolsemapolder is een voormalig waterschap in de provincie Groningen.
Het waterschap lag ingeklemd tussen de Zuidwending en de Aduarderdiepsterweg van Hoogkerk, ten noorden van het waterschap Zuidwending. Hier stond ook de molen, die uitsloeg op het toenmalige Aduarderdiep die aan de overzijde van de weg lag. De polder had twee ingelanden, waarvan een de molen bediende en de ander daarvoor jaarlijks ƒ 10,- betaalde. Deze molen is afgebroken. Onbekend is wanneer dat is gebeurd.
Waterstaatkundig gezien ligt het gebied sinds 1995 binnen dat van het waterschap Noorderzijlvest.